# Coppa Italia 1989/1990
Pohárový ročník Coppa Italia 1989/90 byl 43. ročník italského poháru. Soutěž začala 23. srpna 1989 a skončila již 25. dubna 1990. Zúčastnilo se jí celkem 48 klubů.
Obhájce z minulého ročníku byl klub UC Sampdoria.

## Vítěz
| Coppa Italia 1989/90 Juventus FC (8. titul) |